# Kim Nam-il
 Kim Nam-il  (en coréen 김남일), né le 14 mars 1977 à Incheon, est un footballeur sud-coréen. 
Il jouait au poste de milieu défensif avec l'équipe de Corée du Sud.

## Carrière

### En club
Après avoir fait une bonne impression pendant la coupe du monde de football 2002, il fit un bref passage dans le championnat néerlandais.

### En équipe nationale
Il a participé à la coupe du monde de football 2002 et à la coupe d'Asie 2004. Il a disputé six matchs de qualification à la coupe du monde 2006.
Il participe à la coupe du monde 2006 avec l'équipe de Corée du Sud.

## Palmarès
- 103 sélections en équipe nationale et 2 buts